# Ситник Іван Никифорович
Іван Никифорович Ситник (1907 — 2 листопада 1967, місто Київ) — український радянський партійний діяч, 1-й секретар Залізничного райкому КП(б)У міста Києва, секретар Київського обкому КПУ, заступник міністра торгівлі Української РСР.

## Біографія
Народився в селянській родині. Трудову діяльність розпочав у 1921 році робітником радгоспу в Катеринославській губернії. З 1925 по 1929 рік працював в різних районних установах. Навчався в Ерастівському сільськогосподарському технікумі.
Член ВКП(б) з 1928 року.
У 1934 році закінчив Полтавський сільськогосподарський інститут.
З 1934 року — партійний організатор ЦК ВКП(б) на Тетерівській і Київській дистанціях шляху Південно-Західної залізниці; начальник політичного відділу Вільнюського і Куйбишевського відділень залізниць; начальник політичного відділу Південно-Західної залізниці.
Під час німецько-радянської війни служив комісаром і заступником із політичної частини начальника військово-відновлюваного мостопоїзду № 18 на Центральному і 1-му Білоруському фронтах.
У липні (затв.) 1946 — 1952 року — 1-й секретар Залізничного районного комітету КП(б)У міста Києва; начальник політичного відділу Південно-Західної залізниці.
У 1952 — січні 1963 року — завідувач відділу партійних, профспілкових і комсомольських органів (партійних органів) Київського обласного комітету КПУ.
7 січня 1963 — 7 грудня 1964 року — секретар Київського сільського обласного комітету КПУ — голова сільського обласного комітету партійно-державного контролю. Одночасно, 12 січня 1963 — 12 грудня 1964 року — заступник голови виконавчого комітету Київської сільської обласної Ради депутатів трудящих.
7 грудня 1964 — 23 вересня 1965 року — секретар Київського обласного комітету КПУ.
З серпня 1965 до червня 1967 року — заступник міністра торгівлі Української РСР — начальник управління кадрів та навчальних закладів Міністерства торгівлі УРСР.
З червня 1967 року — персональний пенсіонер союзного значення в Києві. Помер 2 листопада 1967 року після важкої і тривалої хвороби.

## Нагороди
- два ордени Трудового Червоного Прапора
- два ордени «Знак Пошани»
- медалі